# Chemin des Îles
Le chemin des Îles est une artère nord-sud reliant Lévis à Saint-Henri.

## Situation et accès
La route a une longueur d'environ 13,8 km. Elle longe la rive est de la rivière Etchemin. Débutant à l'intersection du boulevard Guillaume-Couture et de la rue Saint-Georges à Lévis, elle croise sur son parcours l'autoroute Jean-Lesage et se termine à la jonction de la rue Commerciale (route 173) à Saint-Henri.

## Origine du nom
Son nom fait référence aux îles fluviales parsemant la rivière Etchemin que longe la route. Cet odonyme lui a été attribué en 1950 et officialisé par la Commission de toponymie le 20 juin 1989.

## Historique
Construite en partie dès le Régime français, le chemin des Îles est l'une des plus anciennes routes de Lévis. En 1747, un premier segment est ouvert entre les terres de Louis Marchand et de Jean Huard en direction de la concession du Petit-Saint-Henri. En 1758, elle est prolongée en Beauce et devient la route Justinienne.
Par le passé, le chemin des Îles s'est vu attribuer les noms de route du Pontage, de chemin du Pavé (1747), de route du Petit St-Henri et de route Justinienne (1758).